# Laanstraat 99 (Baarn)
Laanstraat 99 is een gemeentelijk monument in Baarn in de provincie Utrecht.
Het woon-winkelpand is een van de oudste in de Laanstraat. Tot begin 21e eeuw was in het pand een sigarenzaak gevestigd. Het winkelpand bestaat uit twee boulagen, met een plat dak. De uitbouw van de symmetrisch ingedeelde voorgevel bevat aan beide kanten van de middendeur twee dubbele uitslaande deuren. Op de muren zijn met geglazuurde bakstenen banden op de gevel gemaakt.